# Atrichopogon archboldi
Atrichopogon archboldi är en tvåvingeart som beskrevs av Wirth 1994. Atrichopogon archboldi ingår i släktet Atrichopogon och familjen svidknott. Inga underarter finns listade i Catalogue of Life.